# Ouragan Hattie
L'ouragan Hattie, de la saison cyclonique 1961 dans l'océan Atlantique nord, est l'un des ouragans les plus puissants et meurtriers, ayant été classé ouragan de catégorie 5. Le neuvième cyclone tropical, septième ouragan, cinquième ouragan majeur, et second ouragan de catégorie 5 de la saison, Hattie émane d'une zone de dépression devenue tempête tropicale au-dessus de la mer des Caraïbes le 27 octobre. Se déplaçant généralement vers le nord, la tempête se transforma rapidement en un ouragan, puis en ouragan majeur le jour suivant. Hattie se tourna ensuite vers l'ouest à l'ouest de la Jamaïque et se renforça en ouragan de catégorie 5, avec un vent maximum soutenu de 270 km/h. Il s'affaiblit ensuite à la catégorie 4 avant d'atteindre la côte au sud de Belize City le 31 octobre. La tempête tourna alors vers le sud-ouest et s'affaiblit rapidement au-dessus du terrain montagneux de l'Amérique centrale, se dissipant le 1er novembre.
Hattie toucha en premier lieu le sud-ouest des Caraïbes, où il produisit des vents de force ouragan, et causa la mort d'un individu sur l'île San Andrés. Il a été annoncé initialement que le système se dirigerait vers le nord et frapperait Cuba, poussant les autorités à évacuer l'île. Tandis qu'il se dirigea vers l'ouest, Hattie fit tomber de fortes pluies allant jusqu'à 290 mm sur le Grand Cayman. Le Belize, étant connu sous le nom de Honduras britannique à l'époque, subit les pires dégâts de l'ouragan. L'ancienne capitale, Belize City, a été battue par de fortes rafales de vent et inondée par une puissante onde de tempête. Le gouverneur du territoire estima que 70 % des édifices de la ville ont été endommagés, laissant plus de 10 000 personnes sans domicile fixe. La destruction fut si sévère qu'elle poussa le gouvernement à se relocaliser dans l'arrière-pays dans une nouvelle ville, Belmopan. Dans l'ensemble, Hattie provoqua environ 60 millions de dollars de pertes ainsi que 307 décès dans le territoire. Bien que les dégâts engendrés par Hattie furent bien plus conséquents que l'ouragan du Honduras britannique survenu en 1931 ayant tué 2 000 personnes, le bilan meurtrier d'Hattie fut considérablement plus bas en raison de premiers avertissements. Ailleurs en Amérique centrale, Hattie tua 12 individus.

## Évolution météorologique
Lors des derniers jours du mois d'octobre 1961, une dépression persista à l'ouest de la mer des Caraïbes, au nord de la zone du canal de Panama. Le 25 octobre, un anticyclone en altitude se déplaça au-dessus de la dépression et le jour suivant, un creux barométrique sur le golfe du Mexique permit d'établir un flux sortant favorable à la tempête. Le 27 octobre à 0 h UTC, un navire à proximité enregistra des rafales du sud estimées à 74 km/h. Dans la journée, l'aéroport de l'île San Andrés enregistra des vents d'est estimés à 97 km/h. Les deux observations confirmèrent la présence d'une circulation fermée, près de 110 km au sud-est de San Andrés, ou à 249 km à l'est de la côte nicaraguayenne. En conséquence, le Weather Bureau de Miami commença à émettre des avertissements concernant une tempête tropicale nouvellement formée et nommée Hattie.
Après avoir été classé, celle-ci se dirigea de façon continue vers le nord, passant à proximité ou au-dessus de l'île San Andrés. Une station de l'île enregistra une pression atmosphérique de 991 hPa ainsi que des vents soutenus de 130 km/h, indiquant qu'Hattie avait atteint le stade d'ouragan. Le 28 octobre, la trajectoire d'un avion de reconnaissance se heurta à un ouragan bien plus puissant, avec des rafales atteignant les 201 km/h dans une petite zone à proximité du centre. À ce moment, les vents de force de tempête s'étendaient dans un rayon de 230 km au nord-est du centre ainsi que sur 110 km au sud-ouest de celui-ci. Le 29 octobre, un creux barométrique s'étendant du Nicaragua à la Floride était censé permettre à Hattie de poursuivre sa lancée vers le nord, selon la climatologie des ouragans. Plus tard ce jour-là, Hattie était censé être une menace imminente pour les îles Caïmans ainsi que l'ouest de Cuba. Cependant, une crête barométrique en intensification au nord dirigea l'ouragan vers le nord-ouest, épargnant les Grandes Antilles, mais augmentant le risque pour l'Amérique centrale.
Avec le renforcement de la crête barométrique, Hattie commença à se s'intensifier après avoir maintenu la même intensité pendant environ 24 heures. Les prévisionnistes du Weather Bureau de Miami prévoyaient que la tempête se dirigerait de nouveau vers le nord. Quand le cœur de l'ouragan est passé à environ 140 km au sud-ouest du Grand Cayman, l'interaction entre Hattie et la crête donna des rafales d'environ 48 km/h en Floride. Le 30 octobre, les avions de reconnaissance confirmèrent l'accroissement en intensité, signalant des rafales de 230 km/h. La pression atmosphérique de la tempête continua à chuter tout au long de la journée, atteignant 924 hPa à 13 h UTC et une pression inférieure de 920 hPa a été estimée à  selon la valeur extrapolée au niveau de vol d'un chasseur de cyclones.
Hattie tourna ensuite vers l'ouest-sud-ouest, traversant les îles Caïmans ainsi que les îles Swan. Plus tard dans la journée, les vents soutenus d'Hattie atteignirent 266 km/h et la une pression centrale minimale de 914 hPa à environ 310 kilomètres à l'est de la frontière enter le et le Honduras britannique. Hattie fut donc classé catégorie 5 sur l'échelle de Saffir-Simpson, faisant de lui le plus tardif de cette intensité dans les annales avant qu'une réanalyse météorologique de la saison cyclonique 1932 dans l'océan Atlantique nord (en) révéla que l'ouragan de Cuba de 1932 avait atteint la même intensité le 5 novembre, six jours après Hattie. De plus, il fut l'ouragan le plus puissant du mois d'octobre dans le nord-ouest des Caraïbes pendant une trentaine d'années jusqu'à ce que l'ouragan Mitch ne le battit.

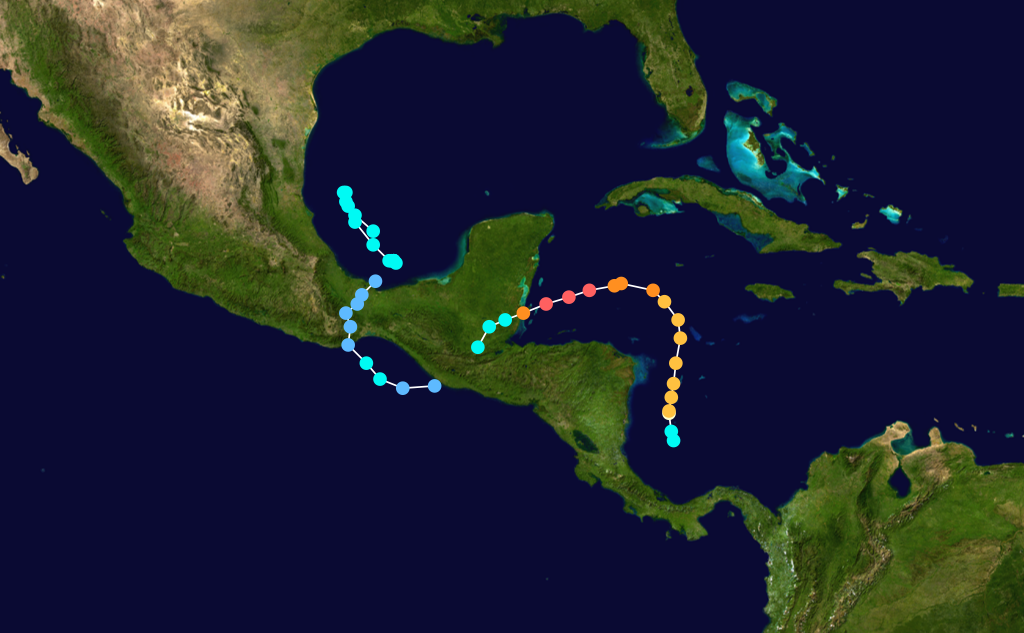
Trajectoires combinées d'Hattie, Simone et Inga.

Hattie maintint son intensité en se dirigeant vers la côte du Honduras britannique. Après avoir traversé de nombreuses petite îles au large, l'ouragan arriva sur la côte  à une courte distance au sud de Belize City le 31 octobre, avec un œil d'environ 40 km de diamètre. Selon une réanalyse d'après-saison, il a été déterminé que les vents soutenus avaient faiblis à 240 km/h avant de toucher le rivage. Lorsque l'ouragan arriva sur la côte, un navire ancré entre Belize City et le district de Stann Creek enregistra une pression centrale minimale de 924 hPa.
L'ouragan se détériora rapidement en entrant sur terre et se dissipa le 1er novembre en se dirigeant vers les montagnes du Guatemala. Au même moment, la tempête tropicale Simone se développa au large de la côte Pacifique du Guatemala. Cependant, une analyse ultérieure déduisit que Simone n'était pas un cyclone tropical. La tempête tropicale Inga s'est aussi formée plus tard sur le golfe du Mexique à partir d'une interaction complexe avec les vestiges d'Hattie, de Simone et d'une perturbation tropicale à proximité.

## Préparatifs
Les premiers avertissements visant Hattie émis par le bureau de Miami du service météorologique américain indiquaient les cumuls probables de précipitations ainsi qu'une crue soudaine sur le sud-ouest des Caraïbes. Les avertissements recommandèrent aux petits navires de rester au port à travers la région. L'ouragan était censé se diriger vers les îles Caïmans, la Jamaïque, ainsi que Cuba et par conséquent, les autorités cubaines conseillèrent aux résidants dans les basses terres d'évacuer,.
Quand l'ouragan tourna vers l'ouest le 30 octobre pour menacer pour la péninsule du Yucatán et le Honduras britannique, les météorologues de Miami avertirent ces régions de fortes marées hautes, de fortes rafales et des pluies torrentielles. Les avertissements permirent d'importantes évacuations des lieux à haut risque. La majorité des personnes habitant la capitale, Belize City, furent évacuées ou mises à l'abri et une école devint un refuge,. Un hôpital fut évacué, et plus de 75 % de la population de Stann Creek fuirent dans des endroits plus sûrs,. Après qu'Hattie toucha sur la côte, les autorités mexicains ordonnèrent la fermeture des ports le long d'isthme de Tehuantepec.

## Conséquences

### Mer des Caraïbes
Malgré les prévisions de pluies torrentielles dans le sud-ouest des Caraïbes, la trajectoire de l'ouragan se situa plus au nord que prévu, ayant pour conséquence moins de précipitations le long de la côte de l'Amérique centrale que prévu. Lors de ses premiers stades de développement, Hattie toucha l'île San Andrés, située au large, vers l'est du Nicaragua, avec des vents maximum soutenus à 130 km/h ainsi que des rafales de 167 km/h. Au fur et à mesure que l'ouragan s'approcha de l'île, l'aéroport fut fermé en raison des vents d'une force de tempête tropicale. Les forts vents et les vagues endommagèrent des propriétés privées ainsi que deux hôtels. De nombreuses plantations de palmier furent dévastées. La goélette Admirar, ancrée dans l'une des baies de l'île, chavira pendant la tempête. Dans l'ensemble, Hattie eut pour conséquence la mort d'un individu, quinze blessés, ainsi que 300 000 $ de dommages à San Andrés. Hattie fut le quatrième ouragan des annales à frapper l'île, et des quatre, il fut le seul à s'être approché par le sud.
Au nord-ouest des Caraïbes, Hattie passa près du Grand Cayman laissant de fortes pluies torrentielles. Au moins 290 mm de pluie furent enregistrés sur l'île, dont 200 mm en six heures. Les vents furent en-dessous de la force d'un ouragan, et seulement quelques dégâts mineurs à cause de la pluie furent ont été signalés.

### Honduras britannique

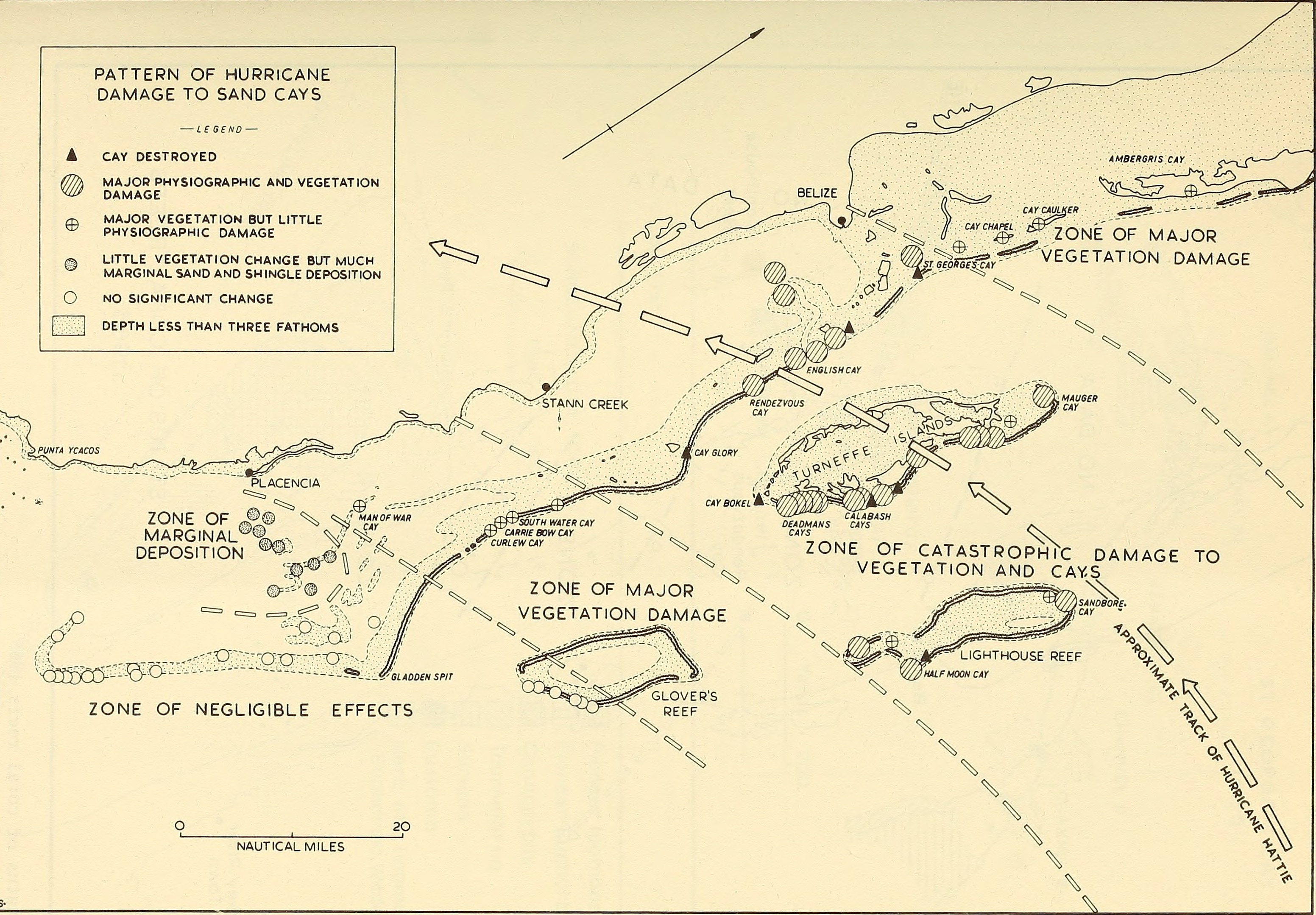
Carte du Honduras britannique montrant les dégâts de l'ouragan

L'ouragan Hattie provoqua une onde de tempête de 4,3 m sur le rivage du Honduras britannique à proximité de Belize City, une ville de 31 000 habitants. Les seules défenses que la ville possède contre l'onde de tempête est une petite digue ainsi que des marécages,. La capitale fut victime de vagues déferlantes ainsi que d'une marée de 3 m le long de son front de mer atteignant le troisième étage de certains bâtiments. Un observateur aguerri estima les rafales à 240 km/h mais certaines données officieuses les ont estimées à 320 km/h dans la colonie britannique. Au large, l'ouragan endommagea lourdement 80 % de la barrière de corail du Belize mais celui-ci s'en releva avec le temps.
Lorsque Hattie frappa la ville, la plupart des édifices de Belize City étaient en bois et la majorité furent détruits. Les grands vents provoquèrent une panne de courant généralisé, abattirent nombre d'arbres à travers la région et détruisirent les toits de plusieurs bâtiments,. Le gouverneur Colin Thornley estima que plus de 70% des édifices du territoires furent anéantis, et que plus de 10 000 personnes ont été laissées sans domicile fixe.
Certains refuges installés avant la tempête furent fauchés lors de son passage. L'ouragan ravagea la façade d'un hôpital psychiatrique, permettant aux patients de s'enfuir. Les vagues ont endommagé une prison, forçant les autorités à instituer un programme de « liberté conditionnelle quotidienne » consacré aux détenus,. Hattie inonda également la Government House, emportant toutes les archives et les dossiers.
La ville entière de Belize City fut recouverte d'une couche de boue et de débris, et la majorité de la ville a été ruinée ou sévèrement emboutie, tout comme le district de Stann Creek,. L'ouragan fit d'importants dégâts agricoles à travers la région, dont 2 millions de dollars en agrumes ainsi que des pertes similaires en bois, cacao, et en bananes. La production annuelle de sucre de canne a aussi été lourdement affectée. Environ 70 % des acajous du territoire furent abattus, tout comme la plupart des citronniers et des pamplemoussiers.
L'ouragan dévasta de nombreuses usines, ainsi que des plateformes de forage pétrolier dans la région. Les dégâts totalisèrent 60 millions de dollars et 307 perdirent la vie dont plus de 100 morts à Belize City, y compris 36 ayant évacués vers un bâtiment administratif britannique qui a ensuite été détruit par la tempête,,.
Le gouvernement du Honduras britannique considéra que l'ouragan Hattie fut bien plus dévastateur que l'ouragan du Honduras britannique survenu en 1931, celui-ci ayant tué 2 500 personnes, mais moins meurtrier grâce aux alertes cycloniques qui furent qui furent émises.

### Ailleurs
L'interaction entre Hattie et la crête barométrique à son nord générèrent des vents soutenus de 32 km/h à travers la majeure partie de la Floride, avec des rafales atteignant les 116 km/h, relatées au phare d'Hillsboro Inlet. Les vents causèrent une certaine érosion du littoral dans l'État. Le National Weather Service émit un avertissement concernant les petites embarcations de l'est à l'ouest des littoraux floridiens et jusqu'à Brunswick (Géorgie).
Ultérieurement, Hattie impacta divers pays de l'Amérique centrale avec des inondations, causant la mort de 11 individus au Guatemala ainsi que le décès d'une personne au Honduras. Les îles Swan signalèrent des rafales en-dessous de la force d'un ouragan, ayant pour conséquence un blessé ainsi que des dégâts mineurs.

## Secours

### Belize City
Après le passage de l'ouragan Hattie, les autorités de Belize City déclarèrent la loi martiale. Un journaliste de l'United Press International décrivit Belize City comme « rien d'autre qu'une énorme pile d'allumettes », et de nombreuses routes furent inondées pendant plusieurs jours ou bien recouvertes de boue,.
Les docteurs assurèrent la vaccination contre la fièvre typhoïde à 12 000 habitants en deux jours afin d'éviter la propagation de la maladie. En raison d'un lourd bilan humain, les autorités ordonnèrent la fin des crémations de masse afin d'éviter toute propagation de maladies.
Au commissariat de police de la ville, les ouvriers fournirent de l'eau fraîche ainsi que du riz aux victimes du cyclone tropical. De nombreux habitants du Honduras britannique donnèrent des provisions aux victimes de telle manière qu'un agent des compagnies aériennes qualifia ce geste de « taxer ... la main d'œuvre et les installations ». Une compagnie aérienne permit que les dons soient transportés par avion à Belize City sans frais. Les trois journaux de la ville ne purent fonctionner en raison de la panne de courant après la tempête.
Le 5 novembre, le bureau de poste de Belize City reprit partiellement ses activités mais toutes les entreprises demeurèrent fermées. Environ 4 000 personnes sans domicile fixe du district de Stann Creek furent évacuées par bateau vers le nord du territoire. De nombreuses personnes sans domicile fixe de Belize City installèrent un camp de réfugiés, supposément temporaire, sur une terre en friche à environ 26 km dans l'arrière-pays,. En décembre 1961, des abris furent érigées à proximité d'un hôpital de la Croix-Rouge afin d'héberger les personnes sans domicile fixe du camp. Le site a été nommé Hattieville et devint même une ville avec des services publics installés au cours de la décennie suivante.

### Dons
Environ 200 soldats britanniques arrivèrent de Jamaïque afin de réprimer le pillage et de maintenir l'ordre,. Au moins 20 individus furent arrêtés juste après le passage d'Hattie. Le gouvernement britannique envoya des avions contenant de la nourriture, des vêtements, ainsi que du matériel médical afin de venir en aide au territoire. La Chambre des communes du Royaume-Uni adopta rapidement un projet de loi visant à fournir 10 000 £ d'aide. Le premier ministre de la colonie, George Cadle Price, lança un appel à l'aide auprès du gouvernement britannique qui fit un prêt de 20 millions de livres sterling.
Save the Children envoya 1 000 £ au Honduras britannique, et le gouvernement mexicain achemina trois avions contenant des denrées alimentaires ainsi que des médicaments au territoire,.
Le 2 novembre, deux destroyers arrivèrent dans le pays, signalant le besoin de porter secours. L'USS Antietam demeura au port pendant plusieurs semaines après la tempête avec six médecins ainsi que six hélicoptères de l'United States Marine Corps. Quatre autres navires se dirigèrent vers le territoire afin de fournir 208 000 kg de denrées alimentaires,.
Le gouvernement américain alloua environ 300 000 $ d'aide via l'Association internationale de développement. Le gouvernement canadien fournit une aide de 75 000 $CA, dont de la nourriture, des couvertures, ainsi que du matériel médical.
En 1962, Jimmy Cliff fit paraître son single « Hurricane Hattie »,. Lors du premier anniversaire d'Hattie, des ouvriers des secteurs privés et publics réparèrent et rebâtirent les édifices ayant été touchés par la tempête. De nouveaux hôtels furent construits et de nouveaux magasins ouvrirent de nouveau leurs portes.

## Relocalisation
Dans les jours après la tempête, le gouvernement annonça des plans afin de relocaliser la capitale du Honduras britannique plus loin à l'intérieur des terres sur un terrain plus élevé. La construction de la nouvelle capitale, Belmopan, ne fut entrepris qu'en 1970,.

## Retrait et reconnaissance

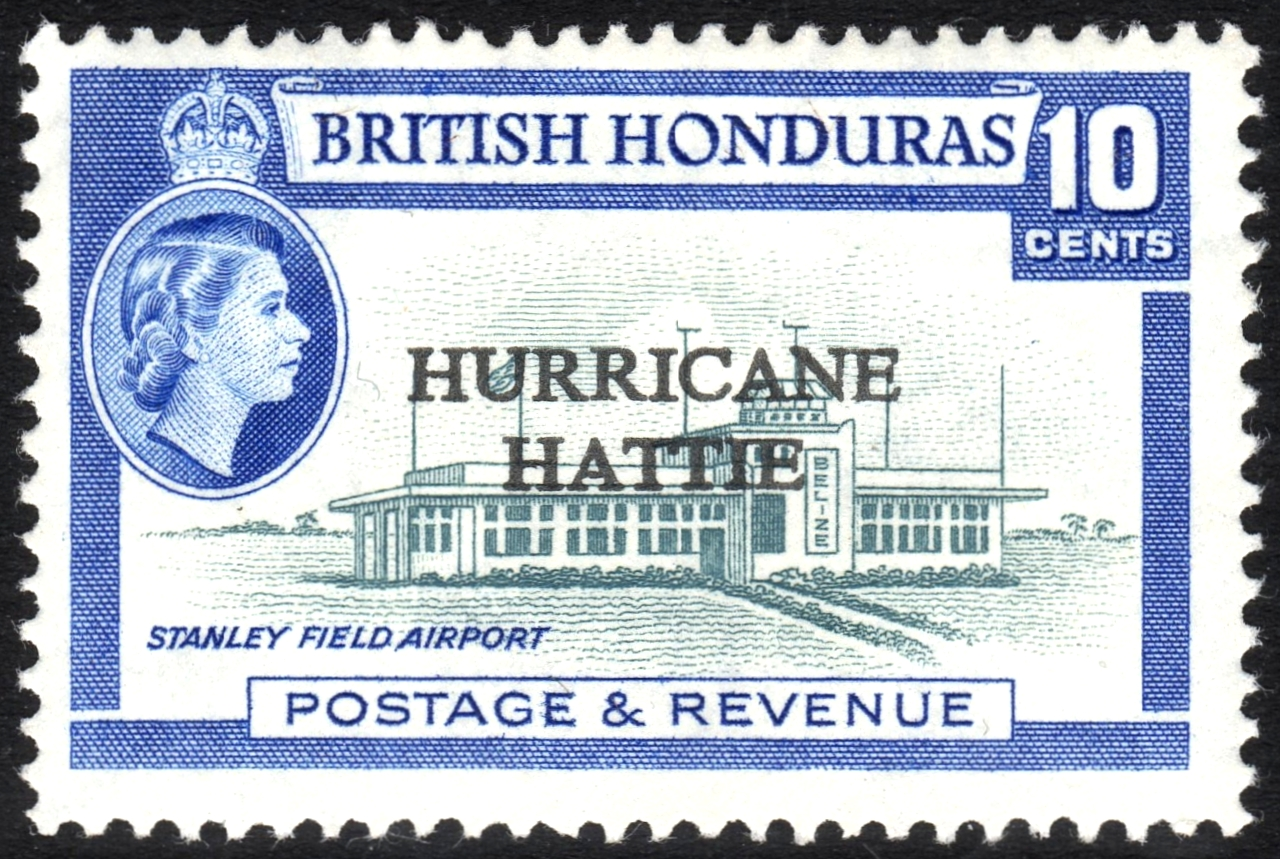
Un timbre-poste du Honduras britannique surchargé en 1962 afin de commémorer l'ouragan

Lors du 44e anniversaire de l'ouragan en 2005, le gouvernement du Belize dévoila un monument à Belize City afin de reconnaître les victimes de l'ouragan.
En raison de la destruction et des pertes humaines attribuées à l'ouragan, le nom Hattie fut retiré par l’Organisation météorologique mondiale après la saison 1961 et ne sera plus jamais utilisé pour nommer un ouragan dans l'océan Atlantique nord. Le nom a été remplacé par celui d'Holly pour la saison cyclonique 1965 dans l'océan Atlantique nord.